# جسر قوس قزح (شلالات نياجرا)
جسر قوس قزح الدولي لشلالات نياجرا، المعروف باسم جسر قوس قزح، هو جسر مقوس عبر مضيق نهر نياجرا. يربط بين مدن شلالات نياجرا، نيويورك، الولايات المتحدة (شرقا)، وشلالات نياجرا، أونتاريو، كندا (غربًا).

## معرض الصور

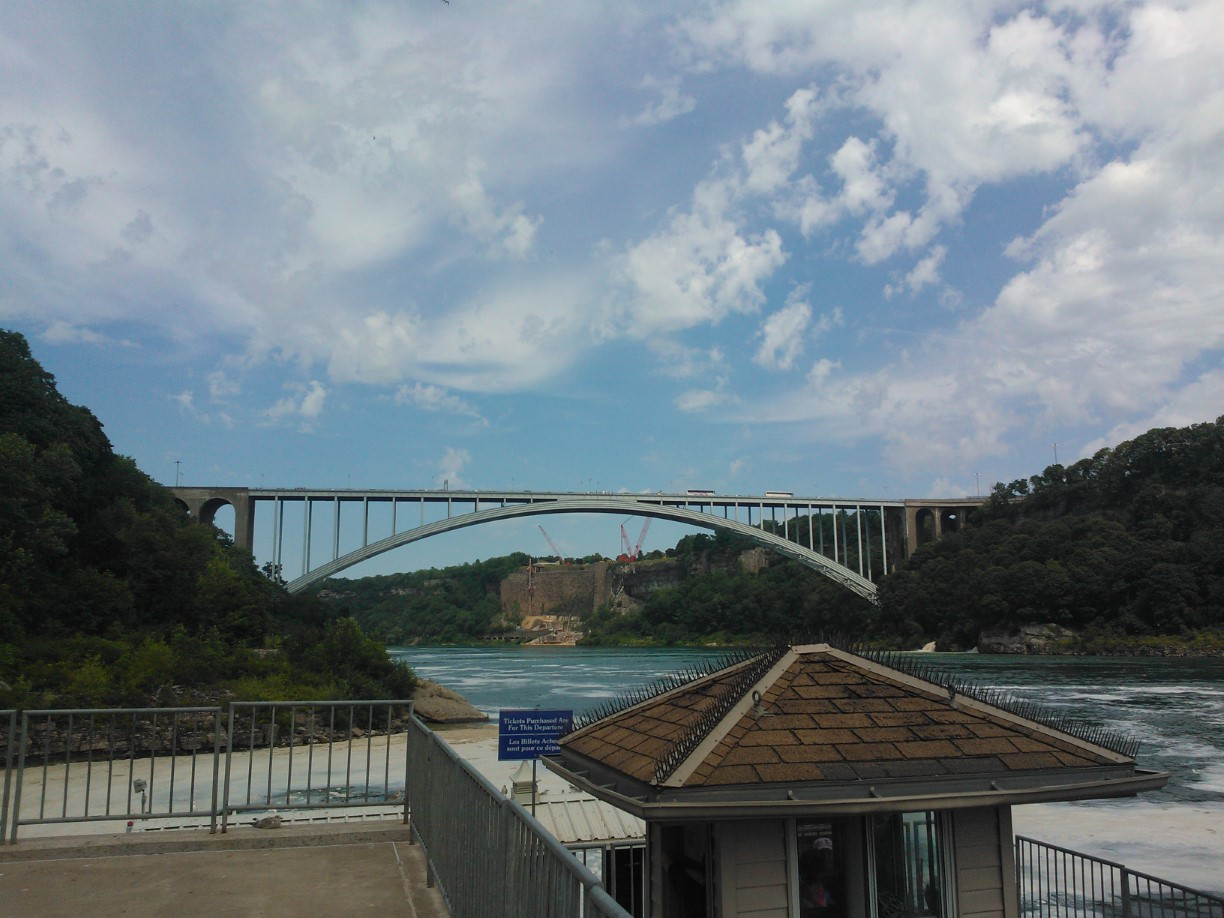
الجسر كما يُرى من الجانب الكندي
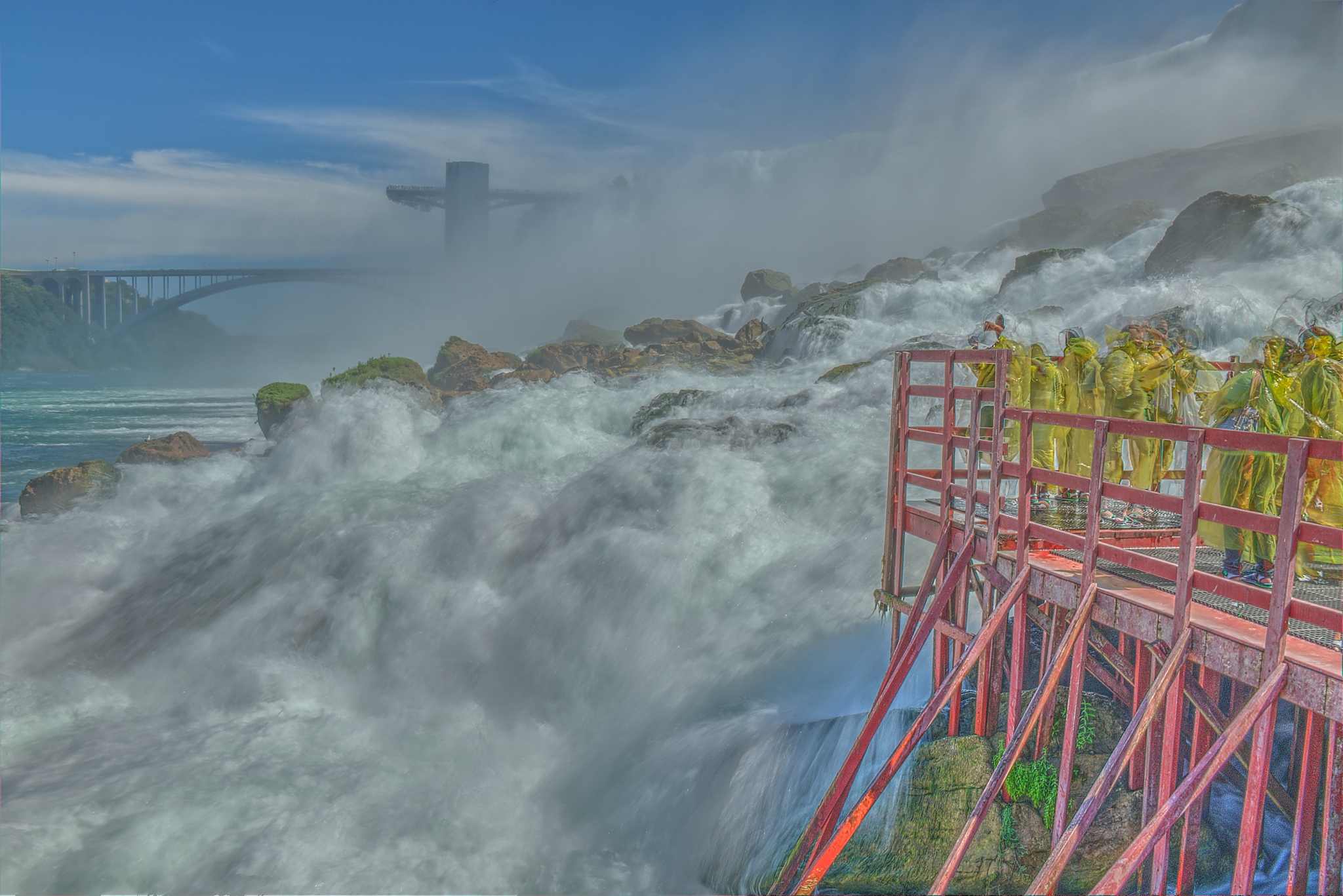
الجسر كما يُرى من كهف الرياح
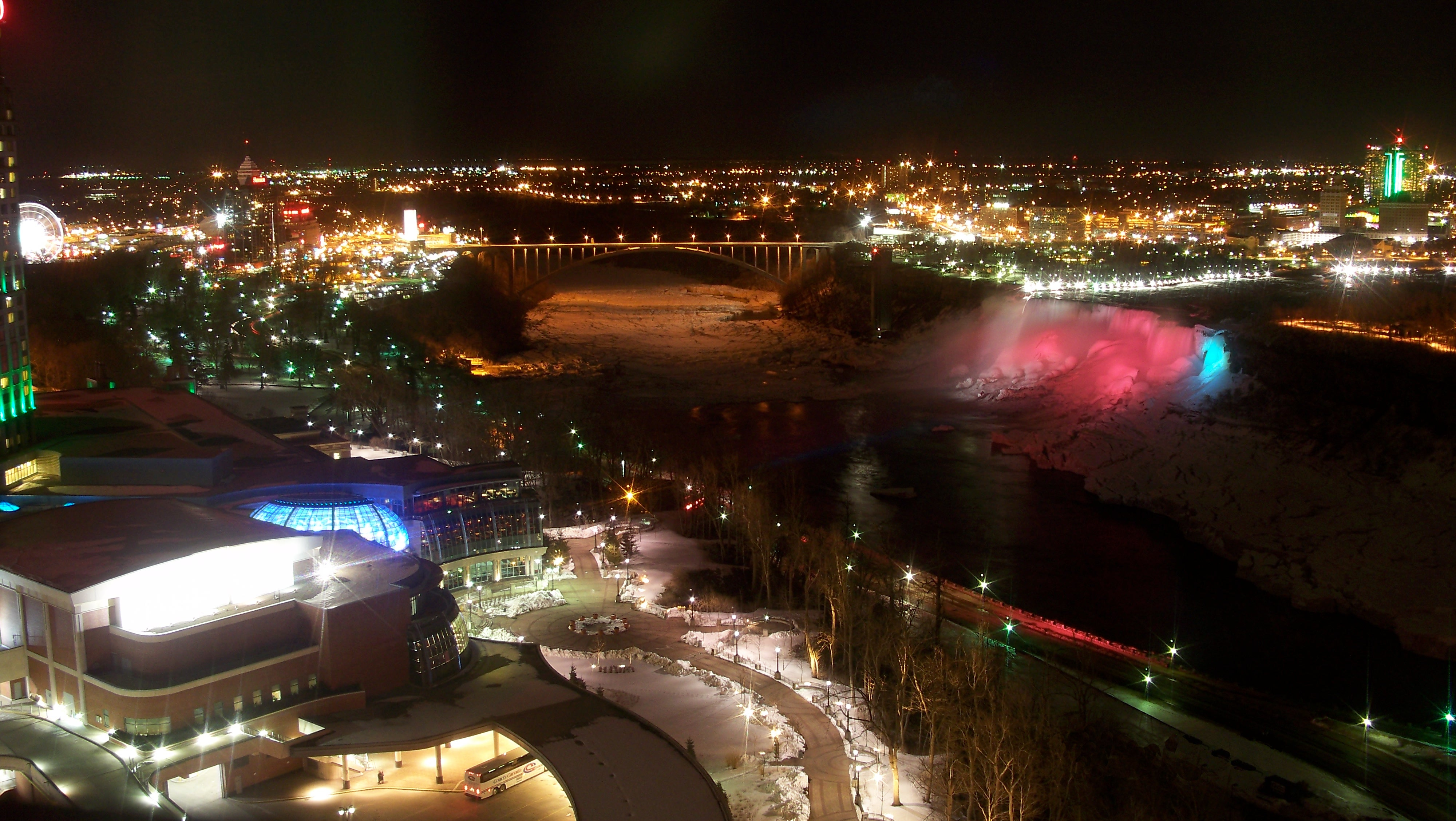
الجسر والشلالات في الليل